# 9e législature de la Colombie-Britannique

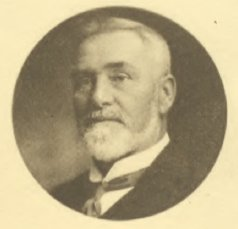
James Dunsmuir, premier ministre (1900-1902)

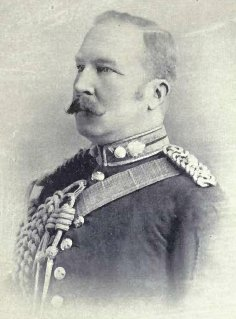
Edward Gawler Prior, premier ministre (1902-1903)

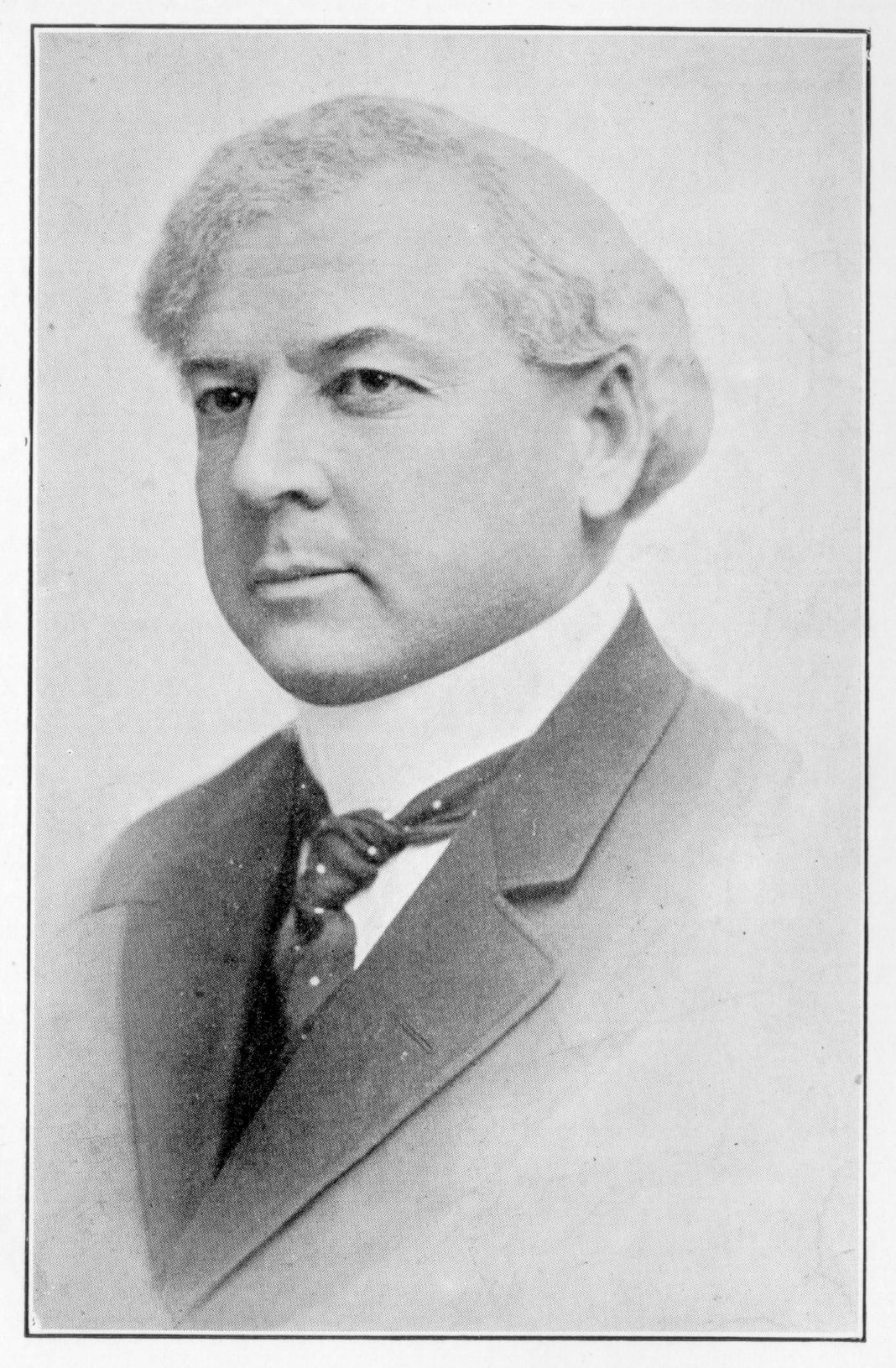
Richard McBride, premier ministre (1903-1915)

La 9e législature de la Colombie-Britannique a siégé de 1900 à 1903. Ses membres sont élus lors de l'élection générale de 1900 (en). James Dunsmuir est chargé de former le gouvernement et reste à sa tête jusqu'à sa démission en novembre 1902. Il est alors remplacé par Edward Gawler Prior, mais ce dernier est démis de ses fonctions par le lieutenant-gouverneur pour des raisons de conflit d'intérêts. Richard McBride est chef du gouvernement dès juin 1902 et pour le reste de la législature.
John Paton Booth est président de l'Assemblée jusqu'à son décès en février 1902. Il est remplacé par Charles Edward Pooley pour le temps restant à la législature.

## Membre de la 9elégislature
| Député                         | Circonscription          | Parti                          |
| ------------------------------ | ------------------------ | ------------------------------ |
| Alan Webster Neill             | Alberni                  | Provincial                     |
| Joseph Hunter                  | Cariboo                  | Opposition                     |
| Samuel Augustus Rogers         | Cariboo                  | Opposition                     |
| Charles William Digby Clifford | Cassiar                  | Conservateur/Opposition        |
| James Stables                  | Cassiar                  | Indépendant / Pro-gouvernement |
| Lewis Alfred Mounce            | Comox                    | Opposition                     |
| Charles Herbert Dickie         | Cowichan                 | Indépendant/Conservative       |
| Wilmer Cleveland Wells         | East Kootenay North      | Indépendant/Provincial         |
| Edwin Clarke Smith             | East Kootenay South      | Gouvernement                   |
| William Henry Hayward          | Esquimalt                | Indépendant / Opposition       |
| Charles Edward Pooley          | Esquimalt                | Opposition                     |
| James Douglas Prentice         | Lillooet East            | Opposition/Provincial          |
| Alfred Wellington Smith        | Lillooet West            | Indépendant/Opposition         |
| Ralph Smith                    | Nanaimo City             | Travailliste                   |
| John Cunningham Brown          | New Westminster City     | Gouvernement                   |
| William Wallace Burns McInnes  | North Nanaimo            | Indépendant                    |
| John Paton Booth               | North Victoria           | Libéral indépendant            |
| James Dunsmuir                 | South Nanaimo            | Opposition                     |
| David McEwen Eberts            | South Victoria           | Opposition                     |
| James Ford Garden              | Vancouver City           | Conservateur                   |
| Hugh Bowie Gilmour             | Vancouver City           | Gouvernement                   |
| Joseph Martin                  | Vancouver City           | Gouvernement                   |
| Robert Garnett Tatlow          | Vancouver City           | Conservateur                   |
| Richard Hall                   | Victoria City            | Opposition                     |
| Henry Dallas Helmcken          | Victoria City            | Opposition                     |
| Albert Edward McPhillips       | Victoria City            | Opposition                     |
| John Herbert Turner            | Victoria City            | Opposition                     |
| John Houston                   | West Kootenay-Nelson     | Provincial                     |
| Thomas Taylor                  | West Kootenay-Revelstoke | Conservateur                   |
| Smith Curtis                   | West Kootenay-Rossland   | Opposition                     |
| Robert Francis Green           | West Kootenay-Slocan     | Provincial                     |
| Charles William Munro          | Westminster-Chilliwhack  | Provincial                     |
| John Oliver                    | Westminster-Delta        | Gouvernement                   |
| Richard McBride                | Westminster-Dewdney      | Conservateur                   |
| Thomas Kidd                    | Westminster-Richmond     | Provincial                     |
| Price Ellison                  | Yale-East                | Opposition                     |
| Frederick John Fulton          | Yale-North               | Indépendant/Opposition         |
| Denis Murphy                   | Yale-West                | Opposition/Provincial          |

Notes:
1. ↑  Affilié au Parti provincial dirigé par Francis Lovett Carter-Cotton
2. ↑  Opposé à l'administration Martin
3. 1 2 3 4 5 6 7  Candidat listé avec différente affiliation dépendement de la source
4. ↑  Candidat pro-gouvernement, soutien de l'administration Martin
5. ↑  Soutenu par le Nanaimo Trades and Labour Council
6. ↑  Affilié au Parti libéral-conservateur dirigé par Charles Wilson

## Élections partielles
Durant cette période, une élection partielle était requise à la suite de la nomination d'un député au cabinet.
- David McEwen Eberts, procureur général[4], sans opposition le 4 juillet 1900
- John Herbert Turner, ministre des Finances et de l'Argriculture[5], sans opposition le 4 juillet 1900
- Wilmer Cleveland Wells, chef commissaire aux Terres et aux Mines[6], sans opposition le 17 juillet 1900
- James Douglas Prentice, secrétaire provincial et ministre de l'Éducation[7], sans opposition le 17 juillet 1900
- James Dunsmuir, premier ministre[8], sans opposition le 17 juillet 1900
- Richard McBride, ministre des Mines[9], sans opposition le 17 juillet 1900
- John Cunningham Brown, secrétaire provincial[7], défait par Thomas Gifford le 25 septembre 1901
- William Wallace Burns McInnes, secrétaire provincial et ministre de l'Éducation[10], élu le 30 janvier 1903

D'autres élections partielles ont été tenues pour diverses autres raisons:
| Circonscription | Député                      | Élection         | Motif |
| --------------- | --------------------------- | ---------------- | --- |
| Nanaimo City    | James Hurst Hawthornthwaite | 20 février 1901  | Démission de R. Smith pour se présenter au Fédéral                                                                  |
| Vancouver City  | James Ford Garden           | 19 février 1901  | Démission de J.F. Garden pour se présenter au Fédéral                                                               |
| Victoria City   | Edward Gawler Prior         | 10 mars 1902     | Démission de J.H. Turner pour accepter un poste d'Agent-général                                                     |
| North Victoria  | Thomas Wilson Paterson      | 23 décembre 1902 | Décès de J.P. Booth le 25 février 1902                                                                              |
| Yale-West       | Charles Augustus Semlin     | 26 février 1903  | Démission de D. Murphy pour accepter une nomination au cabinet, il se retire pour raisons personnelles par la suite |

Notes:
1. ↑  Sans opposition